# Legio VI Hispana
Legio VI Hispana (VI Іспанський легіон) — римський легіон.

## Історія
Тривалий час існування цього легіону ставилася під сумнів. Лише у 2015 році дослідники остаточно довели існування VI Іспанського легіону. Його було створено в провінції Тарраконська Іспанія у 68 році претендентом на трон Сервієм Сульпіцієм Гальбою, який виступив проти імператора Нерона. Напевне, частина VII легіону Близнюків, до якого додалися загони римських колоністів та римо-іберів. Того ж року після перемоги Гальби легіон було переміщено до Риму.
Згодом брав участь у боротьбі проти Веспасіана. У 70 році відправлено до провінції Паннонія. Тут він перебував до 150 року. За часів імператорів Доміціана та Траяна воював проти держави даків, яку було підкорено 106 року. Відтак переміщено до Дакії.
У 160-х роках окремі частині легіону розташовувалися у Брескії (сучасна Брешія) та інших містах провінції Цізальпійська Галлія. Раніще висловлювалася думка, що він припинив існування 197 року як ліквідований імператором Септимієм Севером.
Втім, знайдено рештки напису з Аквілеї, що відносяться до середини III ст., де йдеться про командування VI Іспанського легіону. Тому дослідники вважають, що за часів імператора Септимія Севера легіон було оновлено. Він брав участь у походах у Британії проти піктів та скоттів.
За часів імператорів Александра Севера брав участь у походах проти Сасанідської держави, а за імператора Максиміна I — проти германських племен. За імператора Філіппа Араба виконував завдання захисту кордонів Цизальпійської Галлії від вторгнення готів та інших германських народів.
Вважається, що легіон було фактично знищено під час нищівної поразки римлян на чолі з імператором Децієм у битві при Абрітусі (в провінції Мезія, сучасна Болгарія) з готами. Рештки було приєднано до VI Переможного легіону.